# Imperial Futebol Clube Paciência
O Imperial Futebol Clube Paciência é uma agremiação esportiva da cidade do Rio de Janeiro, no estado do Rio de Janeiro, fundada em 15 de março de 1979. Está disputando o Campeonato Carioca de Futebol Feminino de 2011 e o Campeonato Amador da FFERJ, o antigo Departamento Autônomo.